# Ермолино (Шарангский район)
 Ермолино  — деревня в Шарангском районе Нижегородской области в составе Роженцовского сельсовета.

## География
Расположена на расстоянии примерно 12 км на юго-восток по прямой от районного центра поселка Шаранга.

## История
Упоминается с 1859 года, в 1873 году здесь (починок Ермолинской), в которой дворов 12 и жителей 153, в 1905 76 и 523, в 1926 (деревня Ермолино) 112 и 601, в 1950 88 и 270. Работали колхозы «Заря», им. Ленина, «Заря».

## Население
Постоянное население составляло 110 человек (русские 97 %) в 2002 году, 58 в 2010.